# Celina z Meaux
Święta Celina z Meaux, fr. Céline de Meaux (Coelina, Coelinia), (zm. ok. 530) – święta Kościoła katolickiego, towarzyszka św. Genowefy, dziewica konsekrowana.

## Życiorys
Pochodziła z zamożnej rodziny i miała zostać wydana za mąż. Posiadała pokojówkę, która została uzdrowiona przez św. Genowefę, zainspirowana działalnością świętej postanowiła poświęcić się życiu duchowemu i odmówiła zawarcia związku małżeńskiego.

## Kult
Przed Rewolucją francuską w Meaux istniał jej poświęcony przeorat